# Parigi-Bruxelles 1908
La Parigi-Bruxelles 1908, quarta edizione della corsa, si svolse il 14 giugno 1908 su un percorso di 410 km, con partenza da Parigi e arrivo a Bruxelles. Fu vinta dal francese Lucien Petit-Breton davanti al belga Cyrille Van Hauwaert e al francese Louis Trousselier.

## Ordine d'arrivo (Top 10)
| Pos. | Corridore            | Squadra | Tempo     |
| ---- | -------------------- | ------- | --------- |
| 1    | Lucien Petit-Breton  |         | 15h04'08" |
| 2    | Cyrille Van Hauwaert |         | s.t.      |
| 3    | Louis Trousselier    |         | a 11'31"  |
| 4    | André Pottier        |         | a 22'50"  |
| 5    | Augustin Ringeval    |         | a 23'15"  |
| 6    | Gustave Garrigou     |         | a 29'46"  |
| 7    | Ernest Paul          |         | a 30'40"  |
| 8    | Alois Catteau        |         | a 39'10"  |
| 9    | Henri Cornet         |         | a 51'37"  |
| 10   | Paul Duboc           |         | a 58'00"  |